# James C. Strouse
James C. Strouse (Goshen, ...) è uno sceneggiatore e regista statunitense, a volte accreditato come Jim Strouse.
Ha scritto il film Lonesome Jim (2005), diretto da Steve Buscemi. Ha scritto e debuttato alla regia con Grace Is Gone (2007) con John Cusack. Strouse ha vinto un Audience Award e il Waldo Salt Screenwriting Award al Sundance Film Festival 2007.

Ha poi scritto e diretto il film The Winning Season, interpretato da Sam Rockwell e Emma Roberts. Strouse è nativo di Goshen, Indiana ed è stato studente alla Columbia University.

## Filmografia

### Regista
- Grace Is Gone (2007)
- The Winning Season (2009)
- People Places Things - Come ridisegno la mia vita (People Places Things) (2015)
- The Incredible Jessica James (2017)
- It’s All Coming Back To Me (2023)

### Sceneggiatore
- Lonesome Jim, regia di Steve Buscemi (2005)
- Grace Is Gone, regia di James C. Strouse (2007)
- New York, I Love You, segmento diretto da Randall Balsmeyer (2009)
- The Winning Season, regia di James C. Strouse (2009)
- People Places Things - Come ridisegno la mia vita (People Places Things), regia di James C. Strouse (2015)
- The Hollars, regia di John Krasinski (2016)
- The Incredible Jessica James, regia di James C. Strouse (2017)
- It’s All Coming Back To Me, regia di James C. Strouse (2023)